# Turkije op het Eurovisiesongfestival 2005
Turkije deed mee aan het Eurovisiesongfestival 2005 in Kiev, Oekraïne. Het was de 27ste deelname van het land op het Eurovisiesongfestival. Het lied werd gekozen door middel van een nationale finale.

## Selectieprocedure
In tegenstelling tot hun vorige deelname koos men er deze keer voor om een nationale finale te organiseren.
Tien liedjes werden geselecteerd door de nationale omroep. De winnaar werd gekozen door televoting.

| Volgorde | Lied                 | Artiest             | Punten | Plaats |
| -------- | -------------------- | ------------------- | ------ | ------ |
| 1        | "Sen Benim Aşkımsın" | Elya & Grup Ariana  | 0      |        |
| 2        | "Rumuz Andante"      | Seçil Hüner Yapakçı | 5      | 2de    |
| 3        | "Rimi Rimi Ley"      | Gülseren            | 12     | 1ste   |
| 4        | "Tek İsteğim"        | Nursel Efe          | 0      |        |
| 5        | "Yana Yana"          | Barış Kömürcüoğlu   | 0      |        |
| 6        | "Saydam"             | Murat Türkücüoğlu   | 0      |        |
| 7        | "Yeniden"            | Sedat Yüce          | 0      |        |

## In Kiev
In Oekraïne trad Turkije als 6de land aan, net na Noorwegen en voor Moldavië. Op het einde van de stemming bleek dat ze 92 punten gekregen hadden en dat ze daarmee op de 13de plaats waren geëindigd. 
Men ontving 2 keer het maximum van de punten.
België en Nederland hadden respectievelijk 10 en 12 punten over voor deze inzending.

### Gekregen punten

#### Finale
| 12 punten               | 10 punten            | 8 punten                                       | 7 punten     | 6 punten              |
| ----------------------- | -------------------- | ---------------------------------------------- | ------------ | --------------------- |
| - Frankrijk - Nederland | - België - Duitsland | - Albanië - Bosnië en Herzegovina - Denemarken | - Oostenrijk | - Zwitserland         |
| 5 punten                | 4 punten             | 3 punten                                       | 2 punten     | 1 punt                |
|                         | - Noord-Macedonië    | - Bulgarije - Roemenië                         |              | - Verenigd Koninkrijk |

### Punten gegeven door Turkije

#### Halve Finale
Punten gegeven in de halve finale:
| 12 punten | Moldavië        |
| 10 punten | Noord-Macedonië |
| 8 punten  | Hongarije       |
| 7 punten  | Roemenië        |
| 6 punten  | Israël          |
| 5 punten  | Bulgarije       |
| 4 punten  | Ierland         |
| 3 punten  | Wit-Rusland     |
| 2 punten  | Noorwegen       |
| 1 punt    | Polen           |

#### Finale
Punten gegeven in de finale:
| 12 punten | Griekenland           |
| 10 punten | Bosnië en Herzegovina |
| 8 punten  | Malta                 |
| 7 punten  | Moldavië              |
| 6 punten  | Hongarije             |
| 5 punten  | Noord-Macedonië       |
| 4 punten  | Roemenië              |
| 3 punten  | Israël                |
| 2 punten  | Albanië               |
| 1 punt    | Verenigd Koninkrijk   |